# كريمة فرنسيس
كريمة فرنسيس (بالإنجليزية: Karima Francis)‏ هي مغنية ومغنية مؤلفة بريطانية، ولدت في 28 أبريل 1987 في بلاكبول في المملكة المتحدة.

## وصلات خارجية
- كريمة فرنسيس على موقع ميوزك برينز (الإنجليزية)
- كريمة فرنسيس على موقع ديسكوغز (الإنجليزية)